# Western Mass Pioneers
Il Western Mass Pioneers è una società calcistica statunitense con sede a Ludlow (Massachusetts). Il club, fondato nel 1998, milita nella United Soccer Leagues Second Division.
I Pioneers giocano gli incontri casalinghi al Lusitano Stadium.
Oltre al team maschile esiste anche una compagine femminile, le Western Mass Lady Pioneers, che giocano nel campionato di W-League.

## Storia
I Pioneers hanno sempre militato nel terzo campionato statunitense per importanza, la USL Second Division (in passato nota anche come "Pro League" e "Pro Select League"). Dal 2010 si sono spostati nella quarta lega americana, la United Soccer Leagues Premier Development League.
In tre occasioni la squadra è riuscita a vincere la regular season (1999, 2002, 2005), ma solo una volta ha trionfato in campionato: è successo nel 1999, quando ha sconfitto in finale per 2-1 i South Jersey Barons.
Nel 2005, i Pioneers hanno raggiunto nuovamente la finale del campionato, ma in questo caso hanno perso per 5-4 (2-2) ai rigori contro i Charlotte Eagles.

## Palmarès

### Competizioni nazionali
- United Soccer Leagues Second Division: 1

1999

### Altri piazzamenti
- American Soccer League:

Secondo posto: 2014-2015

## Rosa 2010
| N. |                        | Ruolo | Calciatore        |
| -- | ---------------------- | ----- | ----------------- |
| 0  | Stati Uniti (bandiera) | P     | Shane Curran-Hays |
| 1  | Inghilterra (bandiera) | P     | Paul Armstrong    |
| 2  | Stati Uniti (bandiera) | D     | Eddie Floyd       |
| 3  | Stati Uniti (bandiera) | D     | Jay Willis        |
| 4  | Stati Uniti (bandiera) | C     | Steve Covino      |
| 5  | Scozia (bandiera)      | D     | Roy Sandeman      |
| 6  | Inghilterra (bandiera) | C     | Robert Cavener    |
| 7  | Argentina (bandiera)   | D     | Federico Molinari |
| 9  | Stati Uniti (bandiera) | A     | Greg Balicki      |
| 10 | Stati Uniti (bandiera) | C     | Chris Rosswess    |
| 11 | Stati Uniti (bandiera) | D     | Bryan Zobre       |
| 12 | Grenada (bandiera)     | C     | Anthony Augustine |
| 13 | Stati Uniti (bandiera) | A     | Justin Brewer     |
| 14 | Stati Uniti (bandiera) | C     | Mike Lima         |

| N. |                        | Ruolo | Calciatore        |
| -- | ---------------------- | ----- | ----------------- |
| 15 | Stati Uniti (bandiera) | C     | Patrick Boucher   |
| 16 | Stati Uniti (bandiera) | D     | Evan Coleman      |
| 17 | Stati Uniti (bandiera) | C     | Chris Stoker      |
| 18 | Stati Uniti (bandiera) | A     | Yuri Moreira      |
| 19 | Stati Uniti (bandiera) | D     | Marco Gomes       |
| 21 | Stati Uniti (bandiera) | D     | Andrew Henshaw    |
| 22 | Stati Uniti (bandiera) | C     | Sam Groves        |
| 26 | Stati Uniti (bandiera) | D     | Andrew Mattarazzo |
| 30 | Stati Uniti (bandiera) | P     | Peyton Warwick    |
|    | Stati Uniti (bandiera) | C     | Michael Adam      |
|    | Stati Uniti (bandiera) | C     | Steven Estrada    |
|    | Stati Uniti (bandiera) | C     | Brian Francolini  |
|    | Stati Uniti (bandiera) | C     | Jesse Pereira     |
|    | Stati Uniti (bandiera) | C     | Mersad Sahanic    |

## Rosa 2008
| N. |                        | Ruolo | Calciatore        |
| -- | ---------------------- | ----- | ----------------- |
| 1  | Stati Uniti (bandiera) | P     | Josh Cole         |
| 2  | Stati Uniti (bandiera) | A     | Brian Zobre       |
| 3  | Stati Uniti (bandiera) | D     | Jay Willis        |
| 4  | Stati Uniti (bandiera) | D     | Kevin Cumberbatch |
| 5  | Scozia (bandiera)      | D     | Callum Bissett    |
| 7  | Argentina (bandiera)   | C     | Federico Molinari |
| 8  | Stati Uniti (bandiera) | C     | Antjony Petrarca  |
| 9  | Giamaica (bandiera)    | A     | Omar McFarlane    |
| 10 | Brasile (bandiera)     | A     | Everson Maciel    |
| 11 | Giamaica (bandiera)    | A     | Noel Bunsie       |

| N. |                        | Ruolo | Calciatore        |
| -- | ---------------------- | ----- | ----------------- |
| 13 | Grenada (bandiera)     | C     | Anthony Augustine |
| 14 | Stati Uniti (bandiera) | A     | Jeff Deren        |
| 15 | Stati Uniti (bandiera) | D     | Mike Lima         |
| 16 | Stati Uniti (bandiera) | D     | Tim La Rocca      |
| 17 | Giamaica (bandiera)    | D     | Easton Wilson     |
| 18 | Colombia (bandiera)    | C     | Johnny Arteaga    |
| 20 | Stati Uniti (bandiera) | D     | James Greenslit   |
| 21 | Stati Uniti (bandiera) | A     | Neil Krause       |
| 23 | Stati Uniti (bandiera) | P     | Matt Glaeser      |

## Risultati anno per anno
| Anno | League                | Reg. Season  | Playoff                | Open Cup        |
| ---- | --------------------- | ------------ | ---------------------- | --------------- |
| 1998 | USISL D-3 Pro League  | 3° Northeast | Semifinale di Division | 2º turno        |
| 1999 | USL D-3 Pro League    | 1° Northern  | Campione               | Non qualificato |
| 2000 | USL D-3 Pro League    | 5° Northern  | Finale di Conference   | Non qualificato |
| 2001 | USL D-3 Pro League    | 7° Northern  | Non qualificato        | Non qualificato |
| 2002 | USL D-3 Pro League    | 1° Northern  | Quarti di Finale       | Non qualificato |
| 2003 | USL Pro Select League | 3° Northern  | Non qualificato        | Non qualificato |
| 2004 | USL Pro Soccer League | 3° Northern  | Non qualificato        | 2º turno        |
| 2005 | USL Second Division   | 1°           | Finale                 | 3º turno        |
| 2006 | USL Second Division   | 6°           | Non qualificato        | Non qualificato |
| 2007 | USL Second Division   | 6°           | Non qualificato        | 2º turno        |
| 2008 | USL Second Division   | 6°           | Quarti di finale       | 2º turno        |
| 2009 | USL Second Division   | 7°           | Non qualificato        | 2º turno        |
| 2010 | USL PDL               | 6° Northeast | Non qualificato        | Non qualificato |
| 2011 | USL PDL               | 3° Northeast | Non qualificato        | 1º turno        |
| 2012 | USL PDL               | 3° Northeast | Non qualificato        | Non qualificato |
| 2013 | USL PDL               | 4° Northeast | Non qualificato        | Non qualificato |
| 2014 | USL PDL               | 3° Northeast | Non qualificato        | 2º turno        |